# 雙斜帶天竺鯛
雙斜帶天竺鯛（学名：Apogon semiornatus），為輻鰭魚綱鈎頭魚目天竺鯛科的其中一個種。

## 分布
本魚分布於印度西太平洋區，包括南非、馬達加斯加、留尼旺、模里西斯、塞席爾群島、阿曼、葉門、聖誕島、可可群島、台灣、日本、菲律賓、越南、印尼、新幾內亞、澳洲、東加等海域。

## 深度
水深5至30公尺。

## 特徵
本魚體延長而側扁，眼大，口大略下位。魚體略透明呈紅褐色，體中央有一深色粗縱帶橫貫體側，體下緣具紅黑色斑紋，背鰭硬棘7枚；背鰭軟條9枚；臀鰭硬棘2枚；臀鰭軟條8枚，體長可達7.5公分。

## 生態
本魚棲息於礁區或碎食區，白天躲藏於洞穴中，夜間出來覓食，屬肉食性。繁殖期時，雄魚具有口孵習性，卵約7日化成仔魚，由雄魚吐出，具短暫的仔魚飄浮期。

## 經濟利用
不具任何經濟價值。